# Neobuthus
Genre
Neobuthus est un genre de scorpions de la famille des Buthidae.

## Distribution
Les espèces de ce genre se rencontrent en Afrique de l'Est,.

## Liste des espèces
Selon The Scorpion Files (25/02/2025) :
- Neobuthus amoudensis Kovařík, Lowe, Awale, Elmi & Hurre, 2018
- Neobuthus awashensis Kovařík & Lowe, 2012
- Neobuthus berberensis (Hirst, 1911)
- Neobuthus cloudsleythompsoni Lourenço, 2001
- Neobuthus dhobo Kovařík, Elmi & Šťáhlavský, 2024
- Neobuthus erigavoensis Kovařík, Lowe, Awale, Elmi & Hurre, 2018
- Neobuthus eritreaensis Lowe & Kovařík, 2016
- Neobuthus factorio Kovařík, Lowe, Awale, Elmi & Hurre, 2018
- Neobuthus ferrugineus (Kraepelin, 1898)
- Neobuthus fryntai Kovařík, Elmi & Frýdlová, 2023
- Neobuthus gubanensis Kovařík, Lowe, Awale, Elmi & Hurre, 2018
- Neobuthus haeckeli Kovařík, 2019
- Neobuthus kloppersi Kovařík, Lowe, Awale, Elmi & Hurre, 2018
- Neobuthus kutcheri Lowe & Kovařík, 2016
- Neobuthus maidensis Kovařík, Lowe, Awale, Elmi & Hurre, 2018
- Neobuthus montanus Kovařík, Lowe, Awale, Elmi & Hurre, 2018
- Neobuthus opatovae Kovařík, Elmi & Šťáhlavský, 2024
- Neobuthus osoli Kovařík, Elmi & Šťáhlavský, 2024
- Neobuthus solegladi Kovařík, 2019
- Neobuthus sudanensis Lourenço, 2005
- Neobuthus verae Kovařík, Elmi & Šťáhlavský, 2024

## Systématique et taxinomie
Ce genre a été décrit par Hirst en 1911.

## Publication originale
- Hirst, 1911 : « Descriptions of new scorpions. » Annals and Magazine of Natural History, sér. 8, vol. 8, p. 462-473 (texte intégral).